# Onohippidium

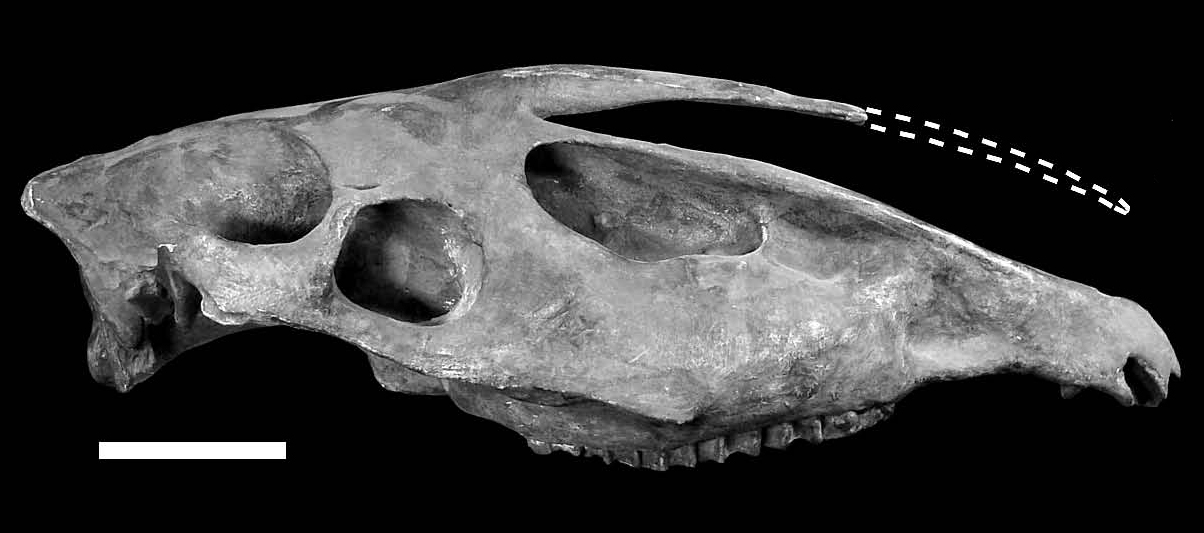
Crânio de um Onohippidium

Onohippidium é um gênero de cavalo extinto do Pleistoceno que viveu na América do Sul.  Até o momento, não se possuí esqueletos completos desses animais, mas por comparação a outros cavalos, estima-se que poderiam pesar até 650 kg e medir 1,5 metro de altura. Possuía a fossa nasal longa e retraída, fossa facial pré-orbital profunda, uma cavidade para glândula facial extinta em cavalos atuais e um padrão dentário herbívoro.